# Bank krwi
Bank krwi – instytucja, której zadaniem jest: zbieranie, przechowywanie lub przetwarzanie krwi, w taki sposób by mogła być użyta do transfuzji i do innych celów. Krew jest przechowywana w specjalnych szafach chłodniczych. Krew pełna oraz koncentrat krwinek czerwonych mogą być przechowywane w temperaturze od +2 do +6 °C. Temperatura przechowywania świeżo mrożonego osocza powinna wynosić poniżej –18 °C (zalecana –30 °C).